# Haloniscus searlei
Haloniscus searlei is een pissebed uit de familie Scyphacidae. De wetenschappelijke naam van de soort is voor het eerst geldig gepubliceerd in 1920 door Charles Chilton.